# Eutrixopsis kufferathi
Eutrixopsis kufferathi là một loài ruồi trong họ Tachinidae.